# ویر سینگ (نویسنده)
ویر سینگ (۵ دسامبر ۱۸۷۲–۱۰ ژوئن ۱۹۵۷) شاعر، محقق و یزدان‌شناس جنبش احیای سیک بود که نقش مهمی در تجدید سنت ادبی پنجابی ایفا کرد. مشارکت‌های سینگ آنقدر مهم و تأثیرگذار بود که او ملقب به واژه مقدس بایی (Bhai) شد، افتخاری که اغلب به کسانی داده می‌شود که می‌توان آنها را قدیس مذهب سیک در نظر گرفت.

## زندگی شخصی و خانواده
بایی ویر سینگ در سال ۱۸۷۲ در امریتسار متولد شد، او در بین سه پسر دکتر چارَن سینگ، بزرگ‌ترین آنها بود. اصل و نسب ویر سینگ تا دیوان کائورا مال، معاون فرماندار (مهاراجه بهادر) شهر مولتان قابل ردیابی بود. پدربزرگ او، کان سینگ (۱۷۸۸–۱۸۷۸) بخش زیادی از دوران جوانی خود را صرف تحصیل و یادگیری درس‌های سنتی سیک در خانقاه‌ها کرد. کان سینگ به زبان سانسکریت و برَج مسلط بود، همچنین بر علوم پزشکی شرقی (همچون آیورودا، سیدها و یونانی) اشراف داشت، شخصیت کان سینگ بر روی شخصیت تنها پسرش دکتر چارَن سینگ (۱۸۵۳–۱۹۰۸) تأثیر گذاشت که بعد پدر ویر سینگ شد، او هم به یک عضو فعال جامعه سینگ تبدیل شد که به دفعات شعر، موسیقی و نوشته‌هایی به امید احیاء جامعه سیک بر جای گذاشت. پدر بزرگ مادری ویر سینگ، گیانی هزاره سینگ (۱۸۲۸–۱۹۰۸) یکی از دانشوران برجسته گیانیا بونگا (Giāṇīā Bungā) در امریتسار بود. گیانی هزاره سینگ عالمی در زبان سانسکریت و فارسی بود که آثار کلاسیک فارسی همچون گلستان و بوستان اثر سعدی را به زبان پنجابی برگرداند. ویر سینگ در سن هفده سالگی با چتار کائور ازدواج کرد که حاصل آن دو دختر بود. او در روز ۱۰ ژوئن ۱۹۵۷ در امریتسار درگذشت.

بایی ویر سینگ به همراه تصویر پدرش، دکتر چارَن سینگ در سمت چپ، و گیانی هزاره سینگ، پدر بزرگ مادری خود در سمت راست.

## تحصیل
بایی ویر سینگ جی، هم از یادگیری سنتی بومی و هم از آموزش مدرن انگلیسی بهره برد. او متون سیک، همچنین فارسی، اردو و سانسکریت را یادگرفت. او سپس به مدرسه هیئت مبلغان مذهبی کلیسا در امریتسار رفت، در سال ۱۸۹۱ در آزمون ورودی شرکت کرد و در سراسر منطقه رتبه اول را کسب کرد. او مدرک دوره متوسطه خود را از دبیرستان هیئت مبلغان مذهبی کلیسا دریافت کرد و هنگام حضور در این مدرسه برخی از هم کلاسی‌هایش از آیین سیک به مسیحیت گرویدند، در حالی که اعتقادات مذهبی سینگ به آیین سیک مستحکم‌تر شد. بایی ویر سینگ با بهره‌گیری از مهارت‌ها و تکنیک‌ها در قالب‌های ادبی مدرن که به واسطه دوره‌های آموزشی انگلیسی آموخته  بود داستان، شعر و آثار حماسی ارائه کرد، تاریخچه و اندیشه فلسفی آیین سیک را نگاشت. 

## حرفه ادبی
شروع
سینگ انتخاب کرد تا یک نویسنده شود. بعد از گذراندن آزمون ورودی، او با دوست پدرش، وزیر سینگ به کار مشغول شد و یک دستگاه چاپ لیتوگرافی را بر پا کرد. اولین سفارشی که دریافت کرد، نوشتن و چاپ کتاب درسی جغرافی برخی مدارس بود.
در سال ۱۸۹۳ در سن ۱۸ سالگی، دانی رام چاتریک (Dhani Ram Chatrik) در چاپخانه وزیر سینگ مشغول به کار شد و با ویر سینگ آشنا گردید و به او توصیه کرد حکاکی لیتوگرافی را یاد بگیرد: 13 ، این فرد به او انگیزه داد تا به نوشتن شعر به زبان پنجابی بپردازد.
فعالیت‌ها

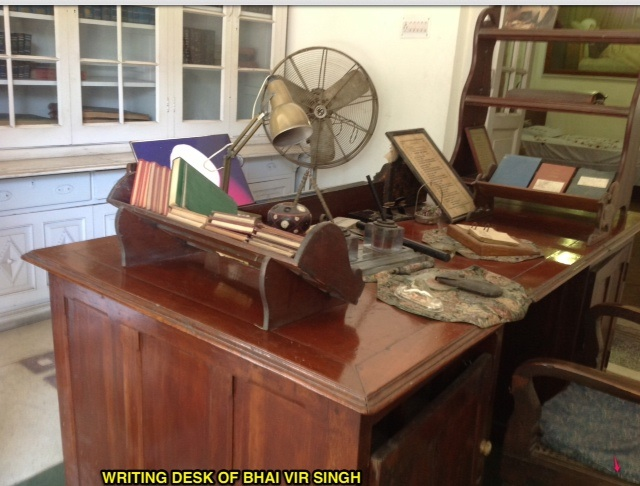
میز کار ویر سینگ همانگونه که در خانه یادبود او در امریتسار محفوظ مانده است.

بایی ویر سینگ مبادرت به ابراز علاقه در امور جنبش سینگ سبها کرد. در جهت ترویج اهداف و مقاصد آن، او در سال ۱۸۹۴ مبادرت به راه‌اندازی انجمن خالصا تراکت (Khalsa Tract Society) کرد. تراکت‌های تولید شده توسط این انجمن، سبک جدید ادبی پنجابی را معرفی می‌کرد.
انجمن خالصا تراکت، نشریات کم‌هزینه‌ای با عنوان نیرگونیارا (Nirguniara) با مطالبی در ارتباط با تاریخچه، فلسفه، اصلاحات مذهبی سیاسی و الهیات سیک به صورت دوره‌ای در دسترس قرار می‌داد. به واسطه این ژورنال، سینگ با حلقه‌ای از خوانندگان که روز به روز تعداد آنها در حال افزایش بود، ارتباط برقرار کرد. او از ژورنال نیرگونیارا به عنوان رسانه‌ای برای ابراز بیان خود بهره برد.

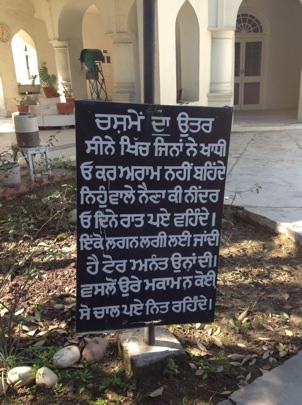
شعر کوتاهی به نام رُبایی، نوشته بایی ویر سینگ و درج شده روی لوحی که در ورودی خانه یادبود سینگ نصب شده است.

در بخش ادبیات، سینگ شروع به نوشتن رمان‌هایی کرد که از پیشگامان رمان پنجابی در نظر گرفته می‌شود. آثار او در این ژانر، سونداری (۱۸۹۸)، بیجی سینگ (۱۸۹۹)، ساتوانت کائور (در دو بخش منتشر شد، بخش اول در سال ۱۹۰۰ و بخش دوم در ۱۹۲۷) بود که با هدف بازآفرینی دوره حماسی (قرن هجده) تاریخ سیک نوشته شدند. از طریق این رمان‌ها او برای خوانندگان آثارش، الگوهای شجاعت، شهامت و بزرگ‌منشی انسانی را ارائه کرد. سینگ در آثارش به طریقی از هویت سیک دفاع کرد که از ارزش‌های سایر مذاهب کم نمی‌شد. او حتی در کتاب خود با عنوان اوَنتی‌پور از خندار (Avantipur de Khandar) تخطی و تخریب بت‌های هندو در کشمیر را نکوهش کرد. سینگ همچنین تعصبات مذهبی را تضعیف و مورد انتقاد قرار داد و از آنها به عنوان کسانی یاد کرد که قربانی ترس خود به خاطر اعتقاد شدید و وسواس گونه هستند.
رمان سوباجی دا سودار هاتین بابا ناوده سینگ (Subhagji da Sudhar Hathin Baba Naudh Singh) معروف به بابا ناوده سینگ (که از سال ۱۹۰۷ به بعد به صورت پاورقی در نیرگونیارا چاپ شد و در سال ۱۹۲۱ به صورت کتاب منتشر شد) با حماسه‌نامه رانا سورات سینگ (Rana Surat Singh) (که به صورت پاورقی از سال ۱۹۰۵ چاپ شد) به علاقه ویر سینگ در درون‌مایه تجدید دیدار زن بیوه درمانده برای تجدید دیدار با شوهر مرده‌اش سهیم است.
نقش زن در آثار ادبی
خلاف بیشتر مذاهب رایج، آیین سیک بر مساوات بین زن و مرد تأکید دارد تا آنجا که برتری یک جنس بر دیگری گناه محسوب می‌شود. سینگ این باور را در رمان‌های خود بازتاب داده است، و آنها را به صورت شخصیت‌های زن قوی ارائه کرد. در واقع در اولین رمان او به نام سونداری، سوندر کائور را نشان داد که زنی است از هندوئیسم به آیین سیک تغییر مذهب داد و سپس همراه با گروهی از جنگجویان سیک مبادرت به زندگی ماجراجویانه در جنگل کرد. این اولین رمانی بود که به زبان پنجابی نوشته شد. سینگ امیدوار بود به واسطه این رمان تمام خواسته آموزه‌های گورو نانک را مجسم کند. این کتاب با استقبال خوب جامعه سیک مواجه شد و تقریباً بلا فاصله به محبوبیت دست یافت. از دیگر شخیت‌های زن مهم در آثار او می‌توان به رانی راج کائور، سَتوَنت کائور، سوباجی و سوشیل کائور اشاره کرد. حتی با در نظر گرفتن استانداردهای مدرن امروزی این شخصیت‌های زن در آثار سینگ، هنوز شخصیت‌های کامل محسوب شده و الهام بخش مردان و زنان سیک هستند.
بانک پنجاب و سیند
بایی ویر سینگ یکی از موسسان بانک پنجاب و سیند بود. او با دوستان خود، بانک پنجاب و سیند را ایجاد کرد.

## افتخار
او مفتخر به دریافت جایزه جایزه آکادمی ساهیتیا در سال ۱۹۵۵ و پادما بوشان در سال ۱۹۵۶ گردید.

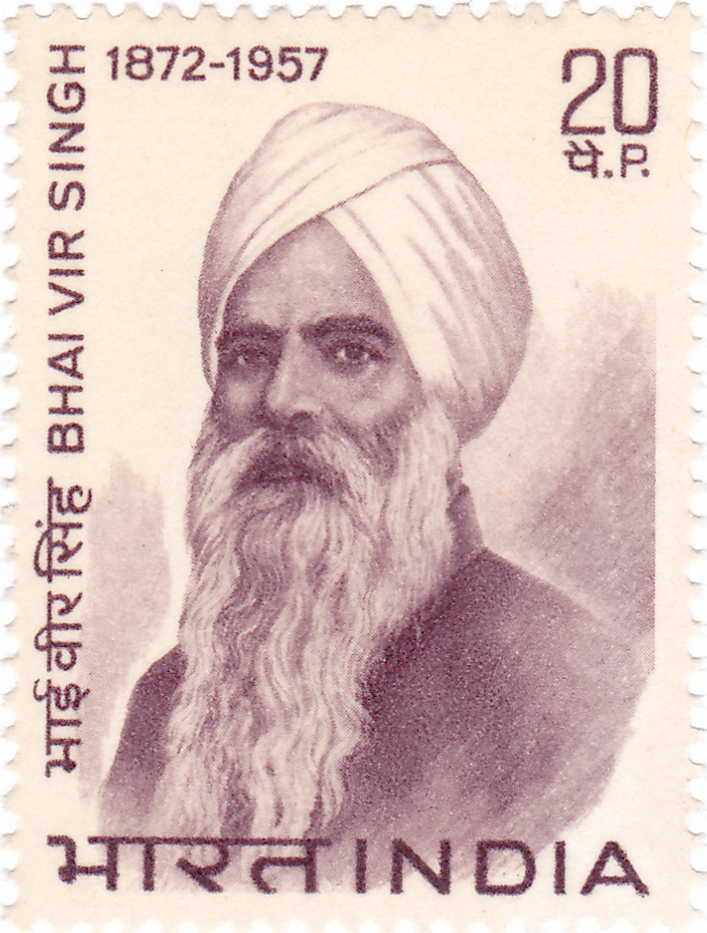

در سال ۱۹۷۲، دولت هند برای گرامی‌داشت یکصدمین سال تولد بایی سینگ، تمبری منقش به تصویری از او منتشر کرد.